# Göriach
Göriach es una localidad del distrito de Tamsweg, en el estado de Salzburgo, Austria, con una población estimada a principio del año 2018 de 337 habitantes. 
Se encuentra ubicada al sureste del estado, cerca de la frontera con los estados de Estiria y Carintia.